# Barragem dos Minutos
A Barragem dos Minutos é uma barragem implantada sobre o rio Almansor, na freguesia de Nossa Senhora da Vila, Nossa Senhora do Bispo e Silveiras, no município de Montemor-o-Novo, distrito de Évora, Portugal. A barragem entrou em funcionamento em 2003.

## Características
É uma barragem de aterro possuindo uma altura de 36 m acima da fundação (33,5 m acima do terreno natural) e um comprimento de coroamento de 1293 m (largura 8 m). O volume da barragem é de 1.219.000 m³. Possui uma capacidade de descarga máxima de 13,5 (descarga de fundo) + ... (descarregador de cheias) m³/s.

## Albufeira
A albufeira da barragem apresenta uma superfície inundável ao NPA (Nível Pleno de Armazenamento) de 5,3 km² e tem uma capacidade total de 52,1 Mio. m³ (capacidade útil de 50 Mio. m³). As cotas de água na albufeira são: NPA de 264 metros, NMC (Nível Máximo de Cheia) de 265,54 metros e NME (Nível Mínimo de Exploração) de 245 metros.